# Petauroïdeus
Els petauroïdeus (Petauroidea) són una superfamília de marsupials d'Austràlia i Nova Guinea. Formen part del subordre dels falangeriformes dins l'ordre dels diprotodonts, que també inclou els uombats, els cangurs i els cuscussos, entre d'altres. La superfamília dels falangeroïdeus, que inclou els cuscussos i pòssums pigmeus, és el grup germà dels petauroïdeus.